# Cyril Holland
Cyril Holland (né Cyril Wilde le 5 juin 1885, mort le 9 mai 1915) est le fils aîné d'Oscar Wilde et Constance Lloyd.

## Biographie

### Enfance

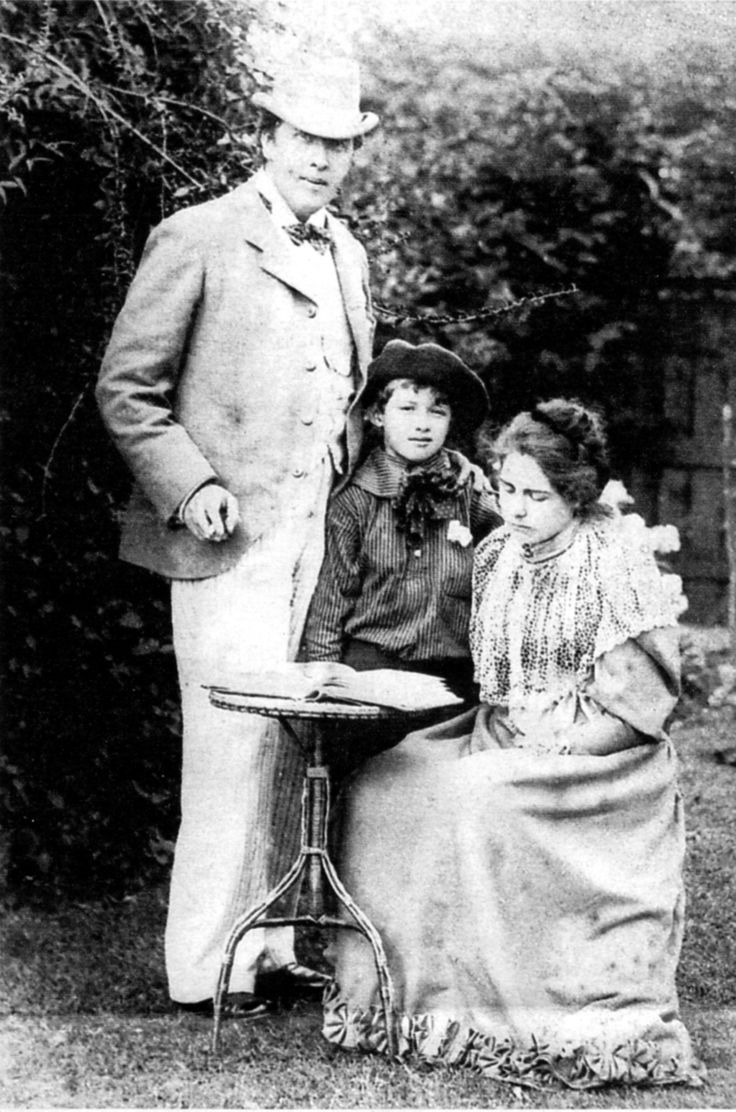
Constance, Oscar et Cyril en vacances à Cromer, durant l'été 1892.

Il est l'arrière-petit-fils de John Horatio Lloyd, le petit-fils d'Horace Lloyd et de Jane Wilde et le cousin germain d'Otho Lloyd, d'Arthur Cravan et de Dorothy Wilde. Il est le neveu de Willie Wilde et Otho Holland Lloyd, et le frère aîné de Vyvyan Holland.
À la naissance de son fils Cyril, Oscar Wilde demande au penseur Edward Heron Allen d'établir l'horoscope du bébé. Allen annonce alors aux parents que la vie de Cyril ne sera pas rose. Il est le filleul de Walter Burton Harris.
En 1889, le journaliste et écrivain Herbert Vivian publie des mémoires intitulés Reminiscences of a Short Life, publiés par la suite en feuilleton dans le Sun. Il y raconte des anecdotes privées sur la vie de famille d'Oscar Wilde et notamment une sur le petit Cyril. Celui-ci déconcerte sa famille un matin en déclarant qu'il ne veut plus dire ses prières. Ses parents lui répondent qu'il doit dire ses prières pour devenir un bon petit garçon. Après quelques hésitations, les Wilde arrivent à un compromis : Cyril accepte de prier, non pour lui mais pour son petit-frère Vyvyan. Oscar Wilde répond à Herbert Vivian : « Il m'est arrivé, dans un moment que je regrette beaucoup, de vous raconter l'histoire d'un petit garçon. Sans me demander la permission, vous publiez ceci dans un journal vulgaire et sous une forme vulgaire, inexacte et offensante, au grand chagrin de ma femme, qui naturellement ne souhaite pas voir ses enfants exposés dans le but d'amuser des personnes grossières ».
Cyril est l'enfant préféré de ses parents. Dans ses lettres à Lady Mount-Temple, Constance mentionne constamment Cyril. Vyvyan, en revanche, est rarement mentionné, sauf pour exprimer des inquiétudes. En 1891 les Wilde font peindre le portrait de Cyril mais pas de Vyvyan. Constance envoie la photo de Cyril à Lady Mount-Temple, mais ne propose pas de photo de Vyvyan. Lady Mount-Temple, qui élève des oiseaux, envoie à Cyril deux canaris, mais apparemment rien à Vyvyan. Cyril accompagne son père à la gare, mais pas Vyvyan. Cyril est un enfant profondément affectueux. Lorsque les courbatures de Constance l'obligent à être alitée, Cyril lui apporte des bouillottes. Il hérite de l'hypersensibilité de son père, connu pour être très sujet aux larmes.
Constance a l'habitude de séparer les garçons : ils passent souvent leurs vacances dans des endroits différents et, plus tard, lorsqu'il s'agit de leur éducation, dans différentes écoles.
Vyvyan se souvient de son père jouant avec ses fils avec un plaisir enfantin, à genoux faisant semblant d'être un lion ou un loup. Vyvyan décrit l'écrivain comme un père aimant et dévoué et leur enfance comme relativement heureuse. Cependant, Oscar est de plus en plus absent. La diva d'opéra Nellie Melba raconte qu'Oscar avertit un jour ses garçons que des choses terribles arrivent aux vilains garçons qui font pleurer leur mère. L'un d'eux répond en demandant ce qui arrive aux méchants pères, dehors jusqu'au petit matin, qui font pleurer encore davantage leur mère.
Lorsqu'Oscar perd son premier procès en avril 1895 pour diffamation contre Lord Queensbury, qui l'accuse de « poser en somdomite », Constance retire ses fils de l'école et envoie Cyril dans sa famille en Irlande. Les lettres d'une parent, Susie, racontent que Cyril, séjournant à l'hôtel Floods dans le village de Borris dans le comté de Carlow, se fait lire des histoires et joue dans le ruisseau et bois locaux pendant que son père fait face à son procès. Constance décide de ne pas dire la vérité à ses enfants sur les procès de leur père, mais Cyril n'est pas dupe. Plus tard, il écrit à son frère et lui révèle qu'il avait vu les affiches des journaux et qu'il avait insisté jusqu'à ce que quelqu'un lui explique ce qu'il se passait. Tout le mobilier de leur maison de Tite Street est vendu aux enchères, y compris les jouets des enfants. Constance étant découvert à la banque, ses amis et parents payent une gouvernante française, Mademoiselle Schuwer, et couvrent leurs frais de voyage et de séjour à Glion, une station isolée des Alpes suisses. Son oncle Otho lui sert de précepteur dans sa maison de Bevaix. En octobre 1895, la famille change de nom : Cyril Wilde devient Cyril Holland, du nom de son oncle Otho Holland.
En avril 1896, Constance et ses fils déménagent en Allemagne, à Heidelberg. Ils commencent une collection de timbres.
Cyril et Vyvyan n'assistent pas à l'enterrement de leur mère, décédée le 7 avril 1898 des suites d'une opération. La nouvelle leur est annoncée par leurs écoles respectives. Leur oncle Otho écrit à l'amie de leur mère, Lady Mount-Temple : « Cyril a profondément ressenti la perte de sa mère, je pense qu'il n'y a aucun doute là-dessus, même si un garçon comme lui était à court de mots pour s'exprimer, et je crois que son souvenir restera longtemps gravé dans son esprit, si ce n'est peut-être pour toujours. Au début, il se rendit à peine compte de ce que cela signifiait pour lui que sa mère soit partie, et il dut avoir bien des angoisses quand il comprit lentement qu'il ne pourrait plus jamais la revoir ». Même s'ils ont peu en commun en termes d'intérêt et de tempérament, ils se retrouvent unis par la tragédie. Cyril et Vyvyan finissent leur année scolaire puis rentrent en Angleterre où ils sont élevés par leur grand-tante Mary Napier et sa fille Lizzie. Adrian Hope est leur tuteur attitré.
Leur père Oscar meurt le 30 novembre 1900. Cyril apprend la nouvelle dans le journal. En apprenant que Robbie Ross a déposé des fleurs sur la tombe au nom des garçons, Cyril envoie une lettre de remerciement dans laquelle il note la douleur profonde qu'Oscar a infligée à sa famille. Il espère que son père en était repentant. À la mort d'Adrian Hope, Robbie Ross rentre en contact avec Cyril et Vyvyan. Exécuteur littéraire d'Oscar, il restitue tous les bénéfices financiers de l'oeuvre de leur père à Cyril et Vyvyan.

### Scolarité
Au printemps 1894, Constance envoie Cyril à l'école Bedales, une « nouvelle école ». L'idée originale de J. H. Badley pour Bedales, à Haywards Heath, est d'en faire une école alternative où l'enseignement est combiné avec des travaux manuels, comme la menuiserie et le jardinage. Bedales se situe en dehors du système scolaire traditionnel qui, selon Badley, se spécialise beaucoup trop tôt. Au lieu de cela, les garçons de Bedales acquièrent de bonnes habitudes personnelles, une formation du caractère et une culture générale parallèlement aux disciplines scolaires plus traditionnelles, limitées à seulement quatre heures par jour de cours.
Lors du scandale de l'enfermement d'Oscar, Constance écrit à Bedales pour obtenir des lettres de référence pour Cyril. Elle se renseigne auprès d'amis au sujet d'une carrière dans la marine pour son fils aîné. Jane Wilde désapprouve ce projet : « Je pense que c'est tout à fait inadapté car c'est un écrivain né, fait pour la seule littérature ».
En 1896, Constance inscrit ses fils dans une école allemande à Heidelberg. Les garçons, qui n'ont jusqu'alors qu'une expérience très limitée de l'école, sont très désobéissants. Les écoles pratiquent les châtiments corporels. Lorsque Vyvyan est frappé à la tête avec une règle par l'un de ses maîtres, Cyril donne un coup de pied au maître sur les tibias. Les garçons sont expulsés de ce premier établissement presque immédiatement. Dans leur deuxième école allemande, ce n'est pas le personnel mais les élèves qui sont agressés par Cyril et Vyvyan. Elle les inscrit finalement à l'école anglaise de la ville, Neuenheim College où la plupart des maîtres sont britanniques. Cyril y effectue toute sa scolarité contrairement à son frère qui poursuit la sienne dans une école jésuite de Monaco.
Malgré une lettre positive reçue de l'Amirauté en 1895, Cyril se voit refuser une place dans la marine et est envoyé au Radley College où il reste jusqu'en 1903. Il gagne des trophées lors de compétitions sportives et a un allemand parfait. Il ne poursuit pas d'études supérieures contrairement à son frère cadet.

### Engagements dans l'armée et mort
Il s’enrôle en tant qu'aspirant à l'Académie royale militaire de Woolwich avant de prendre ses fonctions en tant que sous-lieutenant dans la Royal Field Artillery le 20 décembre 1905. Il est promu au grade de lieutenant le 20 décembre 1908.
Il est en poste au Royaume-Uni jusqu'à être muté en Inde en septembre 1911 où il sert jusqu'en août 1914. Son frère suggère qu'il travaille comme espion dans les années qui précèdent la Première Guerre mondiale. L'allemand de Cyril est parfait, une faculté qui n'échappe pas aux autorités. Il est promu capitaine le 30 octobre 1914 peu avant d'être rappelé en Europe lorsque la Première Guerre mondiale éclate.
C’est là qu’il prend part à la fatidique bataille de Neuve-Chapelle où il est tué par un tireur embusqué allemand le 9 mai 1915 à Festubert,. Son corps est inhumé au cimetière militaire de Richebourg-Saint-Vaast dans le Pas-de-Calais.